# تونی نیمینن
تونی نیمینن (انگلیسی: Toni Nieminen؛ زادهٔ ۳۱ مهٔ ۱۹۷۵) اسکی‌باز پرش اهل فنلاند بود.